# Eumecynostomum westbladi
Eumecynostomum westbladi är en plattmaskart som först beskrevs av Jürgen Dörjes 1968.  Eumecynostomum westbladi ingår i släktet Eumecynostomum och familjen Mecynostomidae. Inga underarter finns listade i Catalogue of Life.